# Ковчег (телесериал, 2023)
«Ковче́г» (англ. The Ark)  — американский научно-фантастический и драматический телесериал Дина Девлина и Джонатана Гласснера. Премьера первого сезона, который состоит из 12 эпизодов, состоялась 1 февраля 2023 года на канале Syfy. В апреле 2023 года телесериал был продлён на второй сезон.

## Сюжет
Действие происходит в XXII веке, когда с Земли начали запускать космические миссии по колонизации отдалённых планет с целью обеспечить выживание человечества. В ходе первой из этих миссий на космическом корабле «Ковчег 1» происходит катастрофическое событие, из-за которого погибли люди и корабль получил серьёзные повреждения. До прибытия на планету осталось больше года, а средств жизнеобеспечения для выживания экипажа на это время не хватит.

## В ролях

### Главные роли
- Кристи Берк — лейтенант Шэрон Гарнет[5]
- Ричард Флишмен[англ.] — лейтенант Джеймс Брайс[5]
- Рис Ричи — лейтенант Спенсер Лейн[5]
- Стейси Рид — Алишия Невинс[5]
- Райан Адамс — Ангус Медфорд[5]
- Тияна Упчев [6]

### Второстепенные роли
- Лиза Бреннер — командующая Сьюзан Ингрем[6]
- Кристина Волф[6]
- Шалини Пеирис[6]
- Майлз Барроу[6]
- Павле Еринич[6]

## Эпизоды
| №  | Название                                                                      | Режиссёр          | Автор сценария    | Дата премьеры   | Зрители (млн) |
| -- | ----------------------------------------------------------------------------- | ----------------- | ----------------- | --------------- | ------------- |
| 1  | «Каждый хотел оказаться на этом корабле» «Everyone Wanted to Be on This Ship» | Дин Девлин        | Дин Девлин        | 1 февраля 2023  | 578 000       |
| 2  | «Как будто это коснулось Солнца» «Like It Touched the Sun»                    | Милан Тодорович   | Джонатан Гласснер | 8 февраля 2023  | 408 000       |
| 3  | «Вылезай и толкай» «Get Out and Push»                                         | Милан Тодорович   | Джон-Пол Никел    | 15 февраля 2023 | 310 000       |
| 4  | «Мы не должны были проснуться» «We Weren't Supposed to Be Awake»              | Сандра Митрович   | Ребекка Розенберг | 22 февраля 2023 | 350 000       |
| 5  | «Один шаг вперед, Два шага назад» «One Step Forward, Two Steps Back»          | Сандра Митрович   | Ребекка Розенберг | 1 марта 2023    | 340 000       |
| 6  | «Два на два» «Two by Two»                                                     | Милан Тодорович   | Джонатан Гласснер | 8 марта 2023    | 361 000       |
| 7  | «Медленная смерть хуже» «A Slow Death Is Worse»                               | Милан Тодорович   | Джон-Пол Никел    | 15 марта 2023   | 426 000       |
| 8  | «Каждый человек важен» «Every Single Person Matters»                          | Орси Нагипал      | Кендалл Лэмпкин   | 22 марта 2023   | 403 000       |
| 9  | «Болезненный путь» «The Painful Way»                                          | Орси Нагипал      | Джон-Пол Никел    | 29 марта 2023   | 339 000       |
| 10 | «Надеясь на вечность» «Hoping for Forever»                                    | Сандра Митрович   | Джонатан Гласснер | 5 апреля 2023   | 357 000       |
| 11 | «Последнее, что ты когда-либо делал» «The Last Thing You Ever Do»             | Милан Тодорович   | Ребекка Росенберг | 12 апреля 2023  | 437 000       |
| 12 | «Все в выигрыше» «Everybody Wins»                                             | Джонатан Гласснер | Джон-Пол Никел    | 19 апреля 2023  | 463 000       |

## Производство
В январе 2022 года телеканал Syfy заказал производство телесериала «Ковчег», состоящего из 12 эпизодов. Съёмки начались в марте 2022 года в Белграде. Дин Девлин и Джонатан Гласснер стали шоураннерами проекта.
В марте 2022 года стало известно, что в телесериале снимутся Кристи Берк, Ричард Флишмен, Рис Ричи, Стейси Рид и Райан Адамс. В апреле к актёрскому составу присоединились Лиза Бреннер, Кристина Волф, Шалини Пеирис, Майлз Барроу, Павле Еринич и Тиана Апчева.